# Лізан дю Плессі
Лізан дю Плессі (англ. Lizaan du Plessis; нар. 23 лютого 1986) — колишня південноафриканська тенісистка.
Найвищу одиночну позицію світового рейтингу — 521 місце досягла 14 квітня 2008, парну — 278 місце — 14 вересня 2009 року.
Здобула 1 одиночний та 6 парних титулів туру ITF.
Завершила кар'єру 2009 року.

## Фінали ITF
| Турніри $25,000 |
| Турніри $10,000 |

### Одиночний розряд: 5 (1–4)
| Результат | Ранг | Дата              | Турнір                      | Покриття | Суперниця            | Рахунок  |
| --------- | ---- | ----------------- | --------------------------- | -------- | -------------------- | -------- |
| Поразка   | 1.   | 20 червня 2004    | Монтемор-у-Нову, Португалія | Тверде   | Ана Катаріна Ногейра | 2–6, 3–6 |
| Поразка   | 2.   | 27 листопада 2004 | Преторія, ПАР               | Тверде   | Шанелль Схеперс      | 1–6, 3–6 |
| Поразка   | 3.   | 5 листопада 2005  | Преторія, ПАР               | Тверде   | Алісія Піллай        | 2–6, 2–6 |
| Поразка   | 4.   | 4 серпня 2007     | Ілклі, Велика Британія      | Трава    | Джессіка Мор         | 4–6, 2–6 |
| Перемога  | 1.   | 28 жовтня 2007    | Кейптаун, ПАР               | Тверде   | Шанель Сіммондс      | 6–1, 6–0 |

### Парний розряд: 11 (6–5)
| Результат | Ранг | Дата              | Турнір                            | Покриття   | Партнерка         | Суперниці                                      | Рахунок       |
| --------- | ---- | ----------------- | --------------------------------- | ---------- | ----------------- | ---------------------------------------------- | ------------- |
| Поразка   | 1.   | 1 листопада 2003  | Лагос, Нігерія                    | Тверде     | Ноха Мохсен       | Гейді Ель Табах Йомна Фарід                    | 1–6, 7–5, 1–6 |
| Поразка   | 2.   | 31 липня 2004     | Дублін, Ірландія                  | Килим      | Ребекка Льєвеллін | Івонн Дойл Карен Нуджент                       | 4–6, 6–3, 2–6 |
| Поразка   | 3.   | 13 березня 2005   | Сандерленд, Велика Британія       | Тверде (i) | Ребекка Льєвеллін | Верена Амесбауер Вероніка Хвойкова             | 3–6, 4–6      |
| Перемога  | 1.   | 29 жовтня 2005    | Преторія, ПАР                     | Тверде     | Алісія Піллай     | Abigail Olivier Elze Potgieter                 | 6–4, 6–3      |
| Поразка   | 4.   | 19 листопада 2005 | Гіза, Єгипет                      | Ґрунт      | Леоні Мекел       | Галина Фокіна Раїса Гуревич                    | 3–6, 1–6      |
| Перемога  | 2.   | 3 серпня 2007     | Ілклі, Велика Британія            | Трава      | Давінія Лоббінґер | Julia Bone Олівія Скарфі                       | 7–6(8–6), 6–1 |
| Перемога  | 3.   | 31 серпня 2007    | Mollerusa, Іспанія                | Тверде     | Келлі Андерсон    | Sabina Mediano-Álvarez Francisca Sintès Martín | 6–4, 7–6(7–3) |
| Перемога  | 4.   | 7 жовтня 2007     | Лас-Франкезас-дал-Бальєс, Іспанія | Тверде     | Daisy Ames        | Gajane Vage Maribel Vicente Joyera             | 6–0, 6–2      |
| Перемога  | 5.   | 27 жовтня 2007    | Кейптаун, ПАР                     | Тверде     | Ліза Маршалл      | Теґан Едвардс Goele Lemmens                    | 6–2, 6–3      |
| Поразка   | 5.   | 26 жовтня 2008    | Порт-Пірі, Австралія              | Тверде     | Тіффані Велфорд   | Робін Стівенсон Наталі Грандін                 | 2–6, 0–6      |
| Перемога  | 6.   | 6 березня 2009    | Сідней, Австралія                 | Тверде     | Монік Адамчак     | Хань Сіньюнь Цзи Чуньмей                       | 6–3, 7–5      |